# Filosofia oriental
A filosofia oriental ou filosofia asiática inclui as várias filosofias que se originaram no Leste e na Ásia Meridional, incluindo a filosofia chinesa, a filosofia indiana (incluindo a filosofia budista, a filosofia jainista, a filosofia sique), a filosofia japonesa e a filosofia coreana que são dominantes no Leste e Sudeste Asiático.

## Filosofia indiana

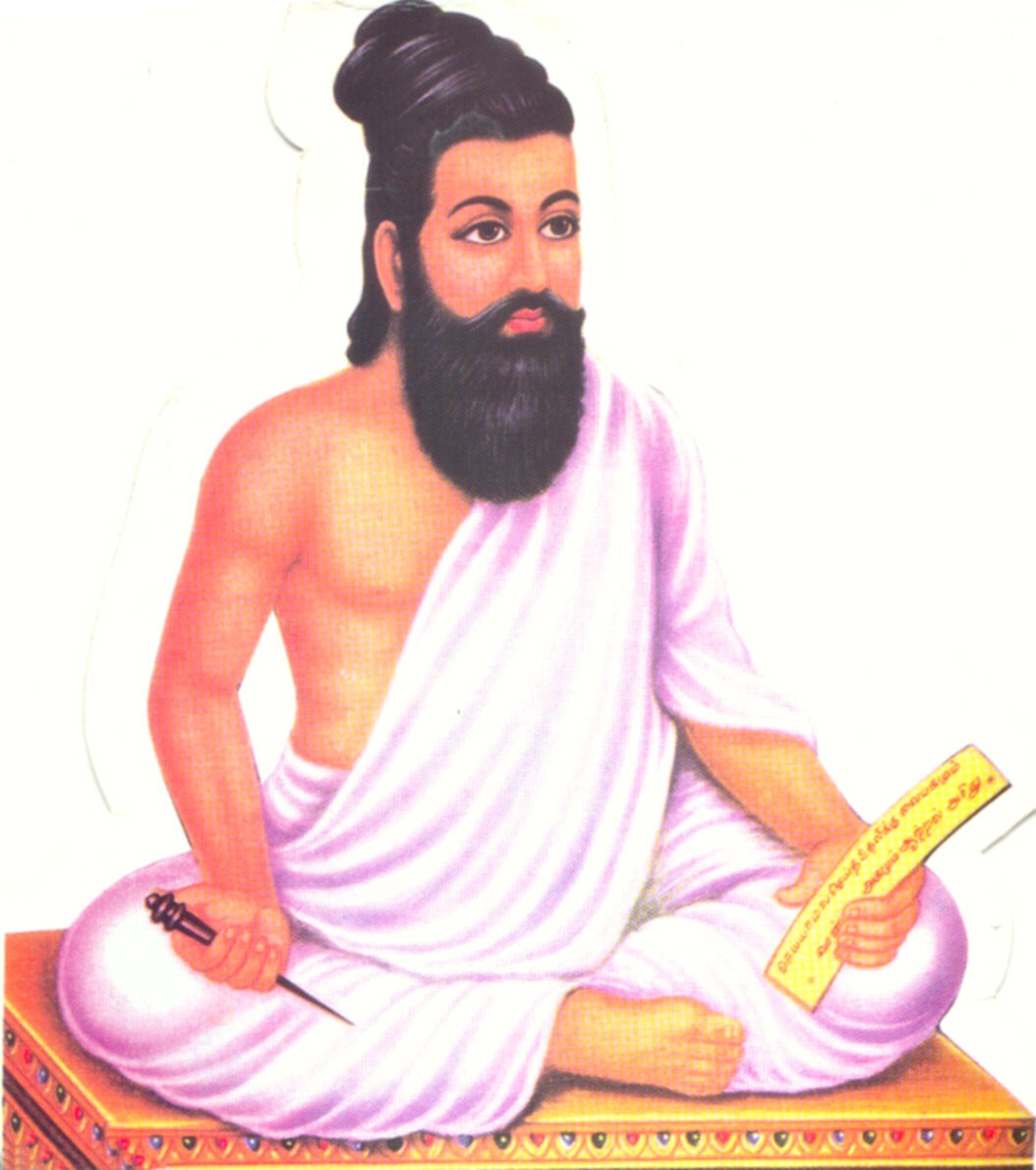
Tiruvalluvar

A filosofia indiana refere-se a antigas tradições filosóficas (em sânscrito:  dárśana; 'visões de mundo', 'ensinamentos') do subcontinente indiano. O jainismo pode ter raízes que remontam aos tempos da Civilização do Vale do Indo. As principais escolas ortodoxas surgiram em algum momento entre o início da Era Comum e o Império Gupta. Essas escolas hindus desenvolveram o que tem sido chamado de "síntese hindu", fundindo elementos bramânicos ortodoxos e não ortodoxos do budismo e do jainismo. O pensamento hindu também se espalhou para o leste, para o Império Serivijaia da Indonésia e o Império Khmer do Camboja. Essas tradições religio-filosóficas foram posteriormente agrupadas sob o rótulo de Hinduísmo. O hinduísmo é a religião dominante ou modo de vida, na Ásia Meridional. Inclui o xivaísmo, vixenuísmo e shaktismo entre numerosas outras tradições e um amplo espectro de leis e prescrições de "moralidade diária" com base no carma, darma e normas sociais. O hinduísmo é uma categorização de pontos de vista intelectuais ou filosóficos distintos, em vez de um conjunto rígido e comum de crenças. Hinduísmo, com cerca de um bilhão de seguidores é a terceira maior religião do mundo, depois do Cristianismo e do Islão. O hinduísmo tem sido chamado de "religião mais antiga" do mundo e é tradicionalmente chamado de Sanātana Dharma, "a lei eterna" ou o "caminho eterno"; além das origens humanas. Estudiosos ocidentais consideram o hinduísmo como uma fusão ou síntese de várias culturas e tradições indianas, com diversas raízes e nenhum fundador.
Alguns dos primeiros textos filosóficos sobreviventes são os Upanixades do período védico posterior (1000—500 a.C.). Conceitos filosóficos indianos importantes incluem darma, carma, samsara, moksha e ahimsa. Filósofos indianos desenvolveram um sistema de raciocínio epistemológico (pramana) e lógica e tópicos investigados, como ontologia (metafísica, Bramã-Atmã, Sunyata-Anatta), meios confiáveis de conhecimento (epistemologia, pramanas), sistema de valor (axiologia) e outros tópicos. A filosofia indiana também cobriu tópicos como filosofia política, conforme visto no Artaxastra c. século IV a.C. e a filosofia do amor como vista no Kama Sutra. A literatura kural do c. século I a.C., escrito pelo poeta e filósofo tâmil Valluvar, é considerado por muitos estudiosos como sendo baseado nas filosofias jainistas.
Desenvolvimentos posteriores incluem o desenvolvimento do Tantra e influências iraniano-islâmicas. O budismo desapareceu principalmente da Índia após a conquista muçulmana do subcontinente indiano, sobrevivendo nas regiões do Himalaia e no sul da Índia. O início do período moderno viu o surgimento de Navya-Nyāya (a 'nova razão') sob filósofos como Raghunatha Siromani (c. 1460–1540) quem fundou a tradição, Jayarama Pancanana, Mahadeva Punatamakara e Yashovijaya (que formulou uma resposta jainista).

### Escolas ortodoxas
As principais escolas filosóficas indianas são classificadas como ortodoxas ou heterodoxas — āstika ou nāstika — dependendo de um dos três critérios alternativos: se acredita que os Vedas são uma fonte válida de conhecimento; se a escola acredita nas premissas de Bramã e Atmã; e se a escola acredita na vida após a morte e no Devas.
Existem seis escolas principais de filosofia hindu indiana ortodoxa — Nyaya, Vaisheshika, Sânquia, Ioga, Mīmāṃsā e Vedanta, e cinco escolas heterodoxas principais — Jainista, Budista, Ajivika, Ajñana e Cārvāka. No entanto, existem outros métodos de classificação; Vidyaranya, por exemplo, identifica dezesseis escolas de filosofia hindu indiana, incluindo aquelas que pertencem às tradições de Xiva e Raseśvara.
Cada escola de filosofia hindu tem extensa literatura epistemológica chamada Pramana-sastras.
Na história hindu, a distinção das seis escolas ortodoxas era corrente no período Gupta, "era de ouro" do hinduísmo. Com o desaparecimento de Vaisheshika e Mīmāṃsā, tornou-se obsoleto no final da Idade Média, quando as várias sub-escolas do Vedanta (Dvaita "dualismo", Advaita Vedanta "não dualismo" e outros) começaram a ganhar destaque como as principais divisões da filosofia religiosa. Nyaya sobreviveu até o século XVII como Navya Nyaya "Neo-Nyaya", enquanto Samkhya gradualmente perdeu seu status como uma escola independente, seus princípios foram absorvidos pelo Ioga e Vedanta.

#### Sânquia e Ioga
Sânquia é uma tradição filosófica dualista baseada no Samkhyakarika (c. 320–540 d.C.), enquanto a escola de Ioga era uma tradição intimamente relacionada enfatizando a meditação e a libertação, cujo texto principal são os Ioga Sutras (c. 400 d.C.). Elementos das ideias proto-sânquia podem, no entanto, ser rastreados até o período dos primeiros Upanixades. Uma das principais diferenças entre as duas escolas intimamente relacionadas era que o Ioga permitia a existência de um Deus, enquanto a maioria dos pensadores sânquias criticava essa ideia.
A epistemologia sânquia aceita três das seis pramanas (provas) como o único meio confiável de obter conhecimento: pratyakṣa (percepção), anumāṇa (inferência) e śabda (palavra/testemunho de fontes confiáveis). A escola desenvolveu uma complexa exposição teórica da evolução da consciência e matéria. Fontes sânquias argumentam que o universo consiste em duas realidades, purusha (consciência) e prakriti (matéria).
Conforme mostrado pelo Sāṁkhyapravacana Sūtra (c. século XIV), Sânquia continuou a se desenvolver durante o período medieval.

#### Nyāya
A escola Nyāya de epistemologia explora fontes de conhecimento (Pramāṇa) e é baseada nos Nyāya Sūtras (por volta do século VI a.C. a II d.C.). A Nyāya afirma que o sofrimento humano surge da ignorância e a liberação surge por meio do conhecimento correto. Portanto, eles procuraram investigar as fontes de conhecimento ou epistemologia correta.
A Nyāya tradicionalmente aceita quatro pramanas como meios confiáveis de obter conhecimento – Pratyakṣa (percepção), Anumāṇa (inferência), Upamāṇa (comparação e analogia) e Śabda (palavra, testemunho de especialistas confiáveis do passado ou do presente). Nyāya também tradicionalmente defendeu uma forma de realismo filosófico.
O Nyāya Sūtras foi um texto muito influente na filosofia indiana, lançando as bases para os debates epistemológicos indianos clássicos entre as diferentes escolas filosóficas. Inclui, por exemplo, as réplicas clássicas hindus contra os argumentos budistas do não-eu (anatta). A obra também é famosa por argumentar contra um deus criador (Ishvara), um debate que se tornou central para o hinduísmo no período medieval.

#### Vaiśeṣika
Vaiśeṣika é uma escola naturalista de atomismo, que aceita apenas duas fontes de conhecimento, percepção e inferência. Esta filosofia sustentava que o universo era redutível a paramāṇu (átomos), que são indestrutíveis (anitya), indivisíveis e tem um tipo especial de dimensão, chamada de “pequena” (aṇu). Tudo o que experienciável é um composto desses átomos.
A Vaiśeṣika organizou todos os objetos de experiência no que eles chamaram padārthas (literalmente: 'o significado de uma palavra') que incluiu seis categorias; dravya (substância), guṇa (qualidade), karma (atividade), sāmānya (generalidade), viśeṣa (particularidade) e samavāya (inerência). Posteriormente, os Vaiśeṣikas (Śrīdhara, Udayana e Śivāditya) adicionaram mais uma categoria: abhava (não-existência). As primeiras três categorias são definidas como artha (que pode ser percebido) e eles têm existência objetiva real. As últimas três categorias são definidas como budhyapekṣam (produto da discriminação intelectual) e são categorias lógicas.

## Filosofia ocidental x filosofia oriental
Geralmente, a filosofia "oficial" é à filosofia desenvolvida na Europa e, mais recentemente, nos Estados Unidos. Porém esta é uma forma discriminatória de se conceber a filosofia, pois esta atividade também é desenvolvida com muita profundidade em outros pontos do mundo, como a Ásia por exemplo. Apesar de também poder ser chamada de "filosofia", a filosofia oriental guarda, no entanto, algumas características distintas em relação à filosofia ocidental.
A utilização de línguas com estrutura totalmente diferente em relação às línguas ocidentais, por exemplo, gera uma visão de mundo oriental bem distinta em relação à visão de mundo ocidental. A filosofia oriental também não marca de modo tão nítido oposições que caracterizam a cultura ocidental, como inteligível x sensível, divino x humano, cultura x natureza, mente x corpo, espírito x matéria e lógico-racional x estético-intuitivo.